# روبرت جيري
روبرت جيري (بالإنجليزية: Robert Gerry)‏ هو سياسي أمريكي، ولد في 9 يناير 1858 في إلسورث في الولايات المتحدة، وتوفي في 6 أكتوبر 1931 في سياتل في الولايات المتحدة. انتخب عضو مجلس نواب واشنطن.